# Cenes de la Vega
Cenes de la Vega é um município da Espanha na província de Granada, comunidade autónoma da Andaluzia, de área 7 km² com população de 7928 habitantes (2018) e densidade populacional de 1226,8 hab/km².

## geografia

### tempo
O clima em Cenes de la Vega é Mediterrâneo continental , por isso é quente e seco no verão, e no inverno as temperaturas são baixas e chuvas abundantes. O mês mais quente é julho com uma temperatura média de 25 ° C e o mês mais frio é janeiro com uma temperatura média de 6 ° C.

## História
As fontes documentais sobre sua história são escassas e fragmentadas e não anteriores a s. XVI.
Sabemos de seus habitantes que durante a dominação musulmana eles viveram na cidade de Granada e que eles só se mudaram para Cenes na época da criação de seda. Esta estrutura socioeconômica medieval sofre uma mudança notável após morisca Alpujarras revolta, vendo a cidade Cenes submetido a uma repoblador profunda para estimular a produção de terra e preencher a população existente lacuna desse processo lugar.
Os primeiros assentamentos aconteceram em torno dos Barrancos de Cenes, Algoroz e del Arco (s.XVI). Em todos os casos existem assentamentos em cavernas feitas nas encostas médias das ravinas. A população sofre um crescimento lento durante vários séculos e transborda na segunda metade do s. XX e especialmente nos últimos dez anos devido ao aumento, mais do que representativo, do assentamento de população chegando de outros pontos da província. Isso tem sido atraído pela proximidade com a cidade, pelo preço da moradia e pela qualidade de vida que se busca em ambientes rurais.
Cenes de la Vega é parte de um rotas de viagem Al-Andalus coleta andaluz Legacy, Route Munzer. Jerome Muenzer , médico austríaco que viajou na España entre 1494 e 1495 , escreveu um relato de sua viagem por esta via depois da conquista española . Esta rota também é conhecida como Camino Real, que ligava Almería a Granada através das áreas do interior e era uma das mais antigas rotas de comunicação em Al-Andalus . Mostra, ao longo de seu percurso, as técnicas de irrigação utilizadas pelos árabes e que, em muitos casos, ainda são válidas.
Cenes tinha dois canais para irrigar suas terras, a Alta Acequia para o uso exclusivo de seus moradores, tomando água do rio Aguas Blancas eo Baja canal, levando água do rio Genil e foi distribuído da seguinte forma Forma: Segunda, Terça, Quarta, Quinta e Sábado, desde o amanhecer até o meio dia o uso correspondia a Cenes, o resto do tempo para Granada .
A gestão de água no Cenes está ligada a Granada desde então. No final do século XIX, uma empresa francesa construiu o Canal de los Franceses para lavar as areias douradas do Cerro del Oro.

## Demografia
| Variação demográfica do município entre 1991 e 2018 | Variação demográfica do município entre 1991 e 2018 | Variação demográfica do município entre 1991 e 2018 | Variação demográfica do município entre 1991 e 2018 | Variação demográfica do município entre 1991 e 2018 |
| --------------------------------------------------- | --------------------------------------------------- | --------------------------------------------------- | --------------------------------------------------- | --------------------------------------------------- |
| 1991                                                | 1996                                                | 2001                                                | 2004                                                | 2018                                                |
| 2385                                                | 4006                                                | 5711                                                | 6095                                                | 7928                                                |